# Paul Sweezy
Paul Marlor Sweezy (New York, 10 aprile 1910 – Larchmont, 27 febbraio 2004) è stato un economista, editore e attivista statunitense.
Esponente autorevole della scuola di pensiero neo-marxista, in Italia è noto soprattutto per il saggio Il capitale monopolistico, tradotto nel 1968, scritto assieme a Paul A. Baran.

## Biografia

### Studi universitari
Sweezy studiò all'Università Harvard, dove si laureò nel 1931. Dopo la laurea frequentò per un anno la London School of Economics, dove venne avvicinato al marxismo dalle lezioni di Harold Laski, esponente di primo piano del Partito Laburista, e dalla lettura della Storia della rivoluzione russa di Lev Trockij. Tornato ad Harvard, tenne dei corsi sull'economia dei paesi socialisti e le teorie economiche socialiste (cristiane, fabiane e marxiste) e fu assistente di Joseph Schumpeter. Conseguì il dottorato nel 1937, discutendo la tesi Monopoly and Competition in the English Coal Trade, 1550-1850. Lasciò l'insegnamento nel 1942 per arruolarsi e lavorò fino al 1945 presso la divisione di ricerca e analisi dell'Office of Strategic Services (da cui poi deriverà la CIA).
Sono da ricordare, di questo periodo, i suoi studi sul monopolio e sull'oligopolio e il suo libro sulla teoria dello sviluppo capitalistico, nel quale affronta il problema della trasformazione dei valori in prezzi di produzione e le teorie marxiste delle crisi.

### Fondazione dellaMonthly Review
Finita la seconda guerra mondiale, la sua carriera universitaria risultò ostacolata dalle sue posizioni marxiste. Sweezy fondò quindi nel 1949, con Leo Huberman, la Monthly Review. An Independent Socialist Magazine, una rivista definita "indipendente" in quanto non legata ad alcun partito (allora i partiti comunisti erano "dipendenti" da Mosca), che esercitò notevole influenza sulla "Nuova Sinistra" statunitense e del Regno Unito e sui movimenti "antimperialisti" di molti paesi. Il primo numero ospitava, tra gli altri, un articolo di Albert Einstein intitolato Perché il socialismo?.
Nel 1952, quando il giornalista I. F. Stone cercava invano un editore per pubblicare un libro che contestava la versione ufficiale sulla guerra di Corea (il titolo del saggio sarà The Hidden History of the Korean War), Sweezy e Leo Huberman decisero di fondare la casa editrice Monthly Review Press, che avrebbe pubblicato in seguito testi come Lavoro e capitale monopolistico di Harry Braverman, Capitalismo e sottosviluppo in America Latina di Andre Gunder Frank, Lo sviluppo ineguale di Samir Amin.
Nel 1954 il Procuratore Generale del New Hampshire citò in giudizio Sweezy in merito alle sue opinioni politiche e alle associazioni a cui partecipava, chiedendogli di fare i nomi di altri associati, ma Sweezy rifiutò invocando la libertà di espressione tutelata dal Primo emendamento della costituzione statunitense. Fu condannato per oltraggio alla corte, ma presentò appello e la Corte Suprema lo prosciolse nel 1957.

### Il capitale monopolistico
Nel 1966 Sweezy pubblicò con Paul A. Baran la sua opera più importante, Il capitale monopolistico, dedicata a Che Guevara. In quest'opera gli autori sostengono che l'economia delle grandi imprese non segue i principi della concorrenza perfetta. Le grandi imprese sono in grado di imporre il prezzo di vendita dei loro prodotti, anche perché evitano di farsi concorrenza sul terreno dei prezzi, e di assorbire eventuali aumenti salariali aumentando i prezzi. Ne segue la capacità di realizzare profitti sempre più cospicui (un'asserzione, questa, che contraddiceva la previsione sulla caduta tendenziale del saggio di profitto, formulata da Karl Marx nel Capitale) ma anche la difficoltà crescente di convertire tali profitti in investimenti e consumi, con il conseguente loro impiego in spese per la promozione delle vendite, nella spesa pubblica, nel militarismo e nell'imperialismo. Tuttavia,
Ne segue, secondo gli autori, una ineliminabile tendenza alla stagnazione.

## Opere
- Sweezy, Paul M., On the Definition of Monopoly, 1937, QJE.
- Sweezy, Paul M., Monopoly and Competition in the English Coal Trade, 1550-1850, Harvard University Press, 1938.
- Sweezy, Paul M., Demand Under Conditions of Oligopoly, in Journal of Political Economy, 1939.
- Sweezy, Paul M., The Theory of Capitalist Development, Oxford University Press, 1942. Traduzione italiana: La teoria dello sviluppo capitalistico, Einaudi, 1951.
- Sweezy, Paul M., Socialism, McGraw-Hill, 1949.
- Sweezy, Paul M., The Present as History, Monthly Review Press, 1953. Traduzione italiana: Il presente come storia, Einaudi, 1962.
- Sweezy, Paul M. e Huberman Leo, Cuba: Anatomy of a Revolution, Monthly Review Press, 1960. Traduzione italiana: Cuba: anatomia di una rivoluzione, Einaudi.
- Baran, Paul A. e Sweezy, Paul M., Monopoly Capital. An Essay on the American Economic and Social Order, Monthly Review Press, 1966. Traduzione italiana: Il capitale monopolistico. Saggio sulla struttura economica e sociale americana, Einaudi, 1968.
- Sweezy, Paul M. e Huberman Leo, Socialism in Cuba, Monthly Review Press, 1969. Traduzione italiana: Il socialismo a Cuba, Dedalo.
- Bettelheim C. e Sweezy, Paul M., On the Transition to Socialism, Monthly Review Press, 1971.
- Sweezy Paul M. e Magdoff H., The Dynamics of U.S. Capitalism, Monthly Review Press, 1972.
- Sweezy, Paul M., Modern Capitalism and other essays, Monthly Review Press, 1972. Traduzione italiana: Capitalismo moderno, Liguori.
- Sweezy, Paul M. et al., The Transition from Feudalism to Capitalism, Science and Society, 1954. Traduzione italiana: La transizione dal feudalesimo al capitalismo, Savelli, 1973.
- Sweezy Paul M. e Magdoff H., The End of Prosperity, Monthly Review Press, 1977. Traduzione italiana: La fine della prosperità in America, Editori Riuniti, 1979.
- Sweezy Paul M. e Magdoff H., The Deepening Crisis of US Capitalism, Monthly Review Press, 1979.
- Sweezy, Paul M., Post-Revolutionary Society, Monthly Review Press, 1980.
- Sweezy, Paul M., Four Lectures on Marxism, Monthly Review Press, 1981.
- Sweezy Paul M. e Magdoff H., Stagnation and Financial Explosion, Monthly Review Press, 1987.
- Sweezy Paul M. e Magdoff H., The Irreversible Crisis, Monthly Review Press, 1988.